# 王擢
王 擢（おう てき、? - 生没年不詳）は、五胡十六国時代の軍人。秦州休屠（匈奴の部族名）の出身。後趙・東晋・前燕・前涼・前秦と実に5つの王朝に服属した。

## 生涯
休屠の長である王羌の兄の子であったという。
元々、休屠は後趙に服属して隴西に勢力を保っていたが、咸和5年（330年）に王羌は反旗を翻した。その為、後趙の秦州刺史臨深は司馬管光に州軍を与えて討伐に向かわせたが、王羌はこれを返り討ちにした。これにより隴西は騒然となり、氐・羌が一斉に後趙に叛乱を起こした。後趙君主石勒は河東王石生を隴城に向かわせてこの事態に当たらせると、石生は王擢に賄賂を送って寝返りを持ち掛けた。王擢はかねてより王羌と不仲であったのでこれに応じ、石生と共に王羌を挟撃した。これにより王羌は大敗して涼州へと敗走した。王擢は後趙に帰順して鎮遠将軍に任じられ、隴西にその勢力を保った。
咸康5年（339年）9月、王擢は上表して「雍秦二州の望族は東より移り住み、国境を守っておりますが、彼らは既に衣冠・華冑の身分となっているので、功績に免じて優遇を蒙らせるべきでしょう。そこで、皇甫・胡・梁・韋・杜・牛・辛などの十七姓に対して、その兵籍を免除し、旧族と同様の待遇とし、才能に従って評価を下すのです。また、故郷に帰りたがる者へは、これを聞き入れるのです。そして、これら以外については、例外を作るべきではありません」と述べた。 
建元2年（344年）4月、三交城において前涼の寧戎校尉張瓘と交戦するも、敗北を喫した。
永和2年（346年）5月、涼州刺史麻秋・将軍孫伏都らと共に前涼へ侵攻した。王擢は武街へ侵攻するとこれを降し、前涼の護軍曹権・胡宣を捕らえて七千家を超える民を雍州へ強制移住させた。麻秋・孫伏都もまた金城を攻略した。これにより涼州は大混乱に陥り、前涼君主張重華は国内の兵を総動員して征南将軍裴恒に迎撃を命じたが、裴恒は敵軍の勢いを恐れて戦わなかった。その為、張重華は中堅将軍謝艾に5千の兵を与えて麻秋らの迎撃を命じると、後趙軍はこれを迎え撃つも大敗を喫した。この戦いで将軍綦毋安を始めとして五千を超える兵を失い、退却を余儀なくされた。
永和3年（347年）5月、麻秋・石寧・劉寧らと共に再び前涼へ侵攻した。麻秋・石寧は12万の軍勢で河南へ駐屯し、王擢は劉寧と共に進んで晋興・広武・武街を攻略し、洪池嶺を越えて曲柳まで進撃した。張重華は将軍牛旋に迎撃を命じたが、牛旋は枹罕まで退いて交戦しようとしなかったので、姑臧の民は大いに動揺した。張重華は行衛将軍謝艾・軍正将軍索遐に2万の軍勢を与えて敵軍を防がせた。謝艾らは出撃すると後趙軍の侵攻を阻み、その間に別将の楊康が沙阜において劉寧を撃破したので、王擢らは金城まで退却した。
7月、孫伏都・劉渾の両将が2万の兵を率いて後趙軍に合流し、彼らは進軍して河を渡り、金城の北へ長最城を築いた。謝艾は神鳥に陣を布くと、王擢は軍の前鋒となって迎え撃つも敗れ、河南まで押し返された。8月、謝艾はさらに進撃し、麻秋はこれに敗れた。遂に後趙軍は金城まで撤退した。
永和5年（349年）5月、後趙の彭城王石遵が帝位を簒奪すると、沛王石沖は石遵誅殺を掲げて挙兵した。石遵はこれを聞くと、王擢を急ぎ派遣し、書をもって石沖を諭させたが、聞き入れられなかった。石沖は10万の兵を率いて侵攻したが、石閔（後の冉閔）・李農に敗れて誅殺された。
後に王擢は西中郎将に任じられた。
永和7年（351年）に後趙は崩壊したが、王擢は隴西において引き続きその勢力を保った。
永和8年（352年）7月、東晋へ使者を派遣して帰順を請うと、征西将軍・秦州刺史に任じられた。10月、前燕へも投降の使者を派遣し、益州刺史に任じられた。11月、前秦の丞相苻雄が隴西へ侵攻すると、王擢は敗北を喫して前涼へ亡命した。苻雄は軍を還して隴東に駐屯した。張重華は王擢を甚だ厚遇し、征虜将軍・秦州刺史に任じて仮節を与えた。
永和9年（353年）2月、前涼の将軍張弘・宋脩が歩騎1万5千を率いて前秦征伐に出ると、王擢はこれに合流した。苻雄・衛大将軍苻菁が龍黎においてこれを迎え撃つと、前涼軍は大敗を喫して1万2千を失い、張弘・宋脩は捕らえられて長安へ送られた。その為、王擢は秦州を放棄して姑臧に撤退した。張重華はこの敗戦を悼み、戦没者の為に喪服を着て哀哭し、さらに使者を派遣して弔問を行った。
5月、2万の兵を率いて前秦領の上邽へ侵攻した。秦州の郡県は多くが王擢に呼応し、王擢は苻願を撃破して長安まで撤退させた。
永和10年（354年）3月、東晋の太尉桓温が前秦へ侵攻すると、王擢は桓温に呼応して陳倉を攻めた。5月、王擢は陳倉を攻略し、前秦の扶風内史毛難を殺害した。6月、桓温が撤退を開始すると、苻雄は陳倉に進んで王擢を攻めた。王擢は敗北を喫して略陽に敗走した。
桓温が入関した折、王擢は前涼君主張祚の下へ急使を送り、桓温が用兵に巧みでその勢いは謀り知れないと告げた。張祚は桓温が前涼まで襲来するのではないかと恐れ、また王擢が桓温に協力して反抗するのではないかと憂慮した。その為、馬岌と共に謀略を練り、密かに人を派遣して王擢を暗殺させようとしたが、王擢は事前に察知して馬岌を殺した。これにより、王擢は前涼と対立するようになった。
10月、張祚は平東将軍秦州刺史牛覇・司兵張芳に兵3千を与えて王擢を討伐させた。11月、王擢は敗北を喫し、前秦へ敗走すると、尚書に任じられた。その後の動向は不明である。
子は王統・王広の2人がおり、王統は前秦の扶風内史・益州刺史に任じられている。